# 一夜一代に夢見頃 (アルバム)
『一夜一代に夢見頃』（ひとよひとよにゆめみごろ）は、平松愛理の6枚目のオリジナル・アルバム。

## 内容
ベスト・アルバム『Single is Best』を挟んで、『Erhythm』以来、1年3ヶ月ぶりとなるオリジナル・アルバム。オリコンチャート2位を獲得した。

## 収録曲
| 全作詞・作曲: 平松愛理、全編曲: 清水信之。 |                            |          |            |      |
| #                                          | タイトル                   | 作詞     | 作曲・編曲 | 時間 |
| 1.                                         | 「一夜一代に夢見頃」       | 平松愛理 | 平松愛理   | 4:53 |
| 2.                                         | 「Bye Bye Boyish」         | 平松愛理 | 平松愛理   | 4:22 |
| 3.                                         | 「Holy! Hot Christmas」    | 平松愛理 | 平松愛理   | 5:27 |
| 4.                                         | 「戻れない道」             | 平松愛理 | 平松愛理   | 6:29 |
| 5.                                         | 「帰り道でチャオ」         | 平松愛理 | 平松愛理   | 5:14 |
| 6.                                         | 「倦怠期 a go go!!」       | 平松愛理 | 平松愛理   | 3:57 |
| 7.                                         | 「ごきげんよう」           | 平松愛理 | 平松愛理   | 5:27 |
| 8.                                         | 「昨日と今日の2つの賭け」  | 平松愛理 | 平松愛理   | 4:27 |
| 9.                                         | 「ラブソングが止まらない」 | 平松愛理 | 平松愛理   | 3:25 |
| 10.                                        | 「世界語のLove Song」      | 平松愛理 | 平松愛理   | 5:56 |
| 合計時間:                                  | 合計時間:                  | 49:37    |            |      |

### 楽曲解説
1. 一夜一代に夢見頃
本作のアルバム・タイトル。
1994年2月2日に13枚目のシングルとしてリカットされた。
2. Bye Bye Boyish
3. Holy! Hot Christmas
4. 戻れない道
12枚目のシングル。
5. 帰り道でチャオ
スターダストレビュー・根本要とのデュエット楽曲。
6. 倦怠期 a go go!!
7. ごきげんよう
8. 昨日と今日の2つの賭け
9. ラブソングが止まらない
10. 世界語のLove Song
「戻れない道」カップリング曲。